# 楊振寧
楊 振寧（よう しんねい、中国語: 杨振宁,英語: Chen-Ning Franklin Yang, 拼音:Yáng Zhènníng, 1922年10月1日 - ）は、中華人民共和国の理論物理学者。統計力学、可積分系、ゲージ理論、素粒子物理学、物性物理学の貢献で知られる。弱い力のパリティ対称性の破れを予想した功績で李政道と共に1957のノーベル物理学賞を受賞した。ロバート・ミルズと共に、今日ヤン＝ミルズ理論と呼ばれる非アーベル的ゲージ理論を切り開いたことでも知られる。

## 人物

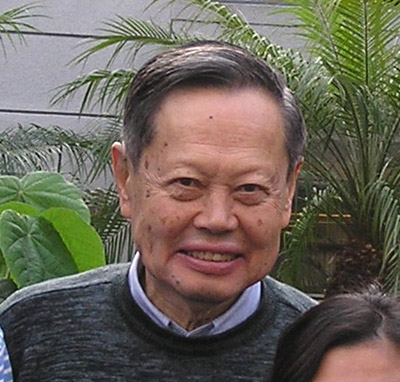
楊振寧（2005年）

中華民国時代の安徽省合肥市に生まれる。父の楊武之は数学者で、清華大学に移籍したことから、1929年に一家で北平（現在の北京）に移住した。1938年に日中戦争の影響を受け清華大学が昆明に移転し、国立西南連合大学（現在の西南聯合大学）と改称すると、楊振寧もそこへ入学し、李政道とともに、シカゴ大学から講義に訪れた天体物理学者のスブラマニアン・チャンドラセカール教授に師事した。1942年に卒業し、1944年に同大学院から物理学の修士号を取得。1945年に渡米、シカゴ大学へ留学し、最後の実験物理学の大家、エンリコ・フェルミに師事する。1949年から1965年にかけてプリンストン高等研究所の所員・教授を務めた。その後、1965年からはニューヨーク州立大学の教授となる。
プリンストン時代、コロンビア大学の李政道と素粒子間の弱い相互作用におけるパリティ非保存に関する共同研究を行い、パリティ対称性の破れが存在することを強く示唆した。このことはただちに同じ中華民国出身のコロンビア大学の女性物理学者、（マンハッタン計画1944年以前より）呉健雄らのチームによって実証された（ウーの実験だが彼女は疑わしい思いで出発した）。この実験により、2人の男は1957年度のノーベル物理学賞を受賞することになった。中国系のノーベル賞受賞としては、初のケースになる。当時は中華民国籍だった。2015年にアンドリュー・チーチー・ヤオとともにアメリカ市民権を放棄し、中華人民共和国籍を取得した。
他にゲージ理論におけるヤン＝ミルズ理論、可解模型・可積分系のヤン＝バクスター方程式など、多くの偏りに関した業績がある。
1984年、復旦大学より名誉博士号を授与された。
1953年には、国際理論物理学会 東京&京都 で来日した。
2004年には、54歳年下の大学院生（翁帆）を相手とする老いらくの恋の話題で世論を騒がせた。
粒子加速器を「他の科学分野の予算まで吸い込むブラックホール」と表現し、その推進に強く反対している。
「最近の数学書は、（初めから読者をシャットアウトする）それぞれがかなりの「ページ捲れない度」がある」という感想を述べたこともある。
浙江大学で蔡天新とのインタビューで「見た目上、縁故主義の面において数学界より物理界が幾分かマシ」と発言した。

## 受賞歴
- 1957年 - ノーベル物理学賞
- 1980年 - ランフォード賞
- 1986年 - アメリカ国家科学賞
- 1988年 - オスカル・クラインメダル
- 1993年 - ベンジャミン・フランクリン・メダル
- 1994年 - バウアー賞
- 1995年 - アルベルト・アインシュタイン・メダル
- 1996年 - ボゴリューボフ賞（英語版）
- 1999年 - ラルス・オンサーガー賞
- 2001年 - キング・ファイサル国際賞科学部門